# Lijst van afleveringen van Vuurzee
Op deze pagina staat een lijst van afleveringen van seizoen 1 en 2 van de thrillerdramaserie Vuurzee.
| Seizoen | Afleveringen | Liep/loopt van ... tot ...          |
| ------- | ------------ | ----------------------------------- |
| 1       | 12           | 26 november 2005 – 18 februari 2006 |
| 2       | 12           | 31 januari – 18 april 2009          |

## Seizoen 1 (2005-2006)
| Titel                 | Datum            | Kijkcijfer      | Datum België     | Herhaling België |
| --------------------- | ---------------- | --------------- | ---------------- | ---------------- |
| De zee is ruw         | 26 november 2005 | 807.000 kijkers | 5 januari 2007   | 5 juni 2009      |
| Geen nieuws           | 3 december 2005  | 576.000 kijkers | 5 januari 2007   | 12 juni 2009     |
| Een diep zwart gat    | 10 december 2005 | 677.000 kijkers | 12 januari 2007  | 19 juni 2009     |
| Lijn 61               | 17 december 2005 | 606.000 kijkers | 19 januari 2007  | 26 juni 2009     |
| Het derde meisje      | 24 december 2005 |                 | 26 januari 2007  | 3 juli 2009      |
| Aangespoeld           | 7 januari 2006   | 618.000 kijkers | 2 februari 2007  | 10 juli 2009     |
| Zie je, ik hou van je | 14 januari 2006  |                 | 9 februari 2007  | 17 juli 2009     |
| De stenen             | 21 januari 2006  |                 | 16 februari 2007 | 24 juli 2009     |
| Terug naar de ovens   | 28 januari 2006  | 517.000 kijkers | 23 februari 2007 | 31 juli 2009     |
| Schuld                | 4 februari 2006  | 662.000 kijkers | 2 maart 2007     | 7 augustus 2009  |
| Bloed                 | 11 februari 2006 |                 | 9 maart 2007     | 14 augustus 2009 |
| Het vonnis            | 18 februari 2006 | 807.000 kijkers | 16 maart 2007    | 21 augustus 2009 |

## Seizoen 2 (2009)
| Titel                                    | Datum            | Kijkcijfer        | Datum herhaling  | Kijkcijfer herhaling | Datum België     |
| ---------------------------------------- | ---------------- | ----------------- | ---------------- | -------------------- | ---------------- |
| Vrij                                     | 31 januari 2009  | 1.326.000 kijkers | 1 februari 2009  | 155.000 kijkers      | 27 oktober 2009  |
| Mijn zoon                                | 7 februari 2009  | 1.217.000 kijkers | 8 februari 2009  | 234.000 kijkers      | 3 november 2009  |
| Why does future always change into past? | 14 februari 2009 | 1.195.000 kijkers | 15 februari 2009 | 198.000 kijkers      | 10 november 2009 |
| Alarm                                    | 21 februari 2009 | 1.139.000 kijkers | 22 februari 2009 | 185.000 kijkers      | 17 november 2009 |
| Een genetische toestand                  | 28 februari 2009 | 1.073.000 kijkers | 1 maart 2009     | 177.000 kijkers      | 24 november 2009 |
| Waarom eigenlijk?                        | 7 maart 2009     | 897.000 kijkers   | 8 maart 2009     | 281.000 kijkers      | 1 december 2009  |
| Iets groots                              | 14 maart 2009    | 971.000 kijkers   | 15 maart 2009    | 127.000 kijkers      | 8 december 2009  |
| Doe maar diep                            | 21 maart 2009    | 956.000 kijkers   | 22 maart 2009    | 157.000 kijkers      | 15 december 2009 |
| Tien dagen                               | 28 maart 2009    | 792.000 kijkers   | 29 maart 2009    | 149.000 kijkers      | 22 december 2009 |
| Graven maar                              | 4 april 2009     | 947.000 kijkers   | 5 april 2009     | 141.000 kijkers      | 29 december 2009 |
| Moordenaars                              | 11 april 2009    | 829.000 kijkers   | 12 april 2009    | 212.000 kijkers      | 5 januari 2010   |
| Groot nieuws                             | 18 april 2009    | 823.000 kijkers   | 19 april 2009    | 152.000 kijkers      | 12 januari 2010  |